# Anfield
Anfield je nogometni stadion u Liverpoolu. Izgrađen je 1884., te je na njemu, do 1892. igrao nogometni klub Everton FC. Od tada, Anfield je dom Liverpool FC-a. Stadion ima četiri UEFA-ine zvjezdice, te se na njemu odigravaju i mnoge međunarodne utakmice, kao i utakmice engleske nogometne reprezentacije, te se na njemu igralo i europsko prvenstvo 1996. Ranije su na Anfieldu održavana i druga sportska natjecanja, kao boksački mečevi i teniski turniri.  
Stadion ima četiri tribine: Spion Kop (često zvan i Kop) na kojem su tradicionalno smješteni najvatreniji navijači, Main Stand, Centenary Stand i Anfield Road, te ukupno ima 53,394 sjedećih mjesta. Najviše gledatelja, čak 61,905 bilo je na utakmici FA kupa protiv Wolverhampton Wanderers 1952. godine. Među znamenitosti stadiona spadaju i dvoja vrata nazvanih prema Liverpoolovim trenerima, Bobu Paisleyu i Billu Shanklyu. Iznad vrata Billa Shanklya je natpis You'll never walk alone, ime Liverpoolove himne. 
Od dolaska novog predsjednika kluba, planira se preseljenje kluba na novi stadion u Stanley Parku koji bi trebao imati i do 25,000 više sjedećih mjesta. Stadion bi se gradio u neposrednoj blizini Anfielda, zbog čega bi se on morao rušiti. Otvaranje stadiona bilo je predviđeno 2011., međutim zbog financijskog stanja i neslaganja suvlasnika to je dovedeno u pitanje. 

## Vanjske poveznice
- Službena stranica Liverpool F.C.-a